# Гиболдехаузен
Гиболдехаузен (њем. Gieboldehausen) општина је у њемачкој савезној држави Доња Саксонија. Једно је од 29 општинских средишта округа Гетинген. Према процјени из 2010. у општини је живјело 4.037 становника. Посједује регионалну шифру (AGS) 3152010.

## Географски и демографски подаци
Гиболдехаузен се налази у савезној држави Доња Саксонија у округу Гетинген. Општина се налази на надморској висини од 150 метара. Површина општине износи 19,9 km². У самом мјесту је, према процјени из 2010. године, живјело 4.037 становника. Просјечна густина становништва износи 203 становника/km².